# 里亚·珀西瓦尔
里亚·唐·珀西瓦尔（英語：Ria Dawn Percival；1989年12月7日—），新西兰女子职业足球运动员，司职进攻中场。她曾代表新西兰参加2020年夏季奥林匹克运动会女子足球比赛和2023年国际足联女子世界杯等多场国际赛事。2024年4月，珀西瓦尔宣布退出国际足坛。